# ヒト科
ヒト科は、哺乳類霊長目の分類群のひとつ。
現生群はヒト亜科（ヒト属、チンパンジー属、ゴリラ属を含む）とオランウータン亜科（オランウータン属のみ）で構成される。化石種の分類は不明確ではあるものの、絶滅亜科としてドリオピテクス亜科を認めたり、シヴァピテクスなどをオランウータン亜科に含める説もある。
旧来はヒトの種を分類するための分類項であったが、ヒトを中心とする古生物学の進展と、DNA解析の進展の結果、ヒトと類人猿、特にゴリラ属・チンパンジー属の遺伝距離は小さいことが分かり、両者もヒト科に分類される意見が主流を占めることとなった。ただし、遺伝子と表現型の関係は未だ明確ではなく、遺伝距離を即、分類に反映させることに対しては慎重論もある。

## ヒト科の脳容積

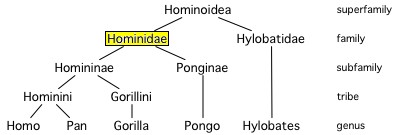
ヒト科の系統樹

| 種類                               | 分類     | 脳容積 (ml) |
| オランウータン                     | ヒト科   | 411         |
| ゴリラ                             | ヒト亜科 | 約500       |
| チンパンジー                       | ヒト族   | 394         |
| アウストラロピテクス・アフリカヌス | ヒト亜族 | 441         |
| ホモ・ハビリス                     | ヒト属   | 640         |
| ホモ・エルガスター                 | ヒト属   | 700-1100    |
| ホモ・エレクトス                   | ヒト属   | 1040        |
| ホモ・ハイデルベルゲンシス         | ヒト属   | 1100-1400   |
| ホモ・ネアンデルターレンシス       | ヒト属   | 1450        |
| ホモ・サピエンス・サピエンス       | ヒト属   | 1350        |

## 分類
かつては人類のみをヒト科とし、類人猿をオランウータン科として区別したが、1989年以降は大型類人猿をヒト科に含めることが多くなっている。
- ヒト科 Hominidae
  - ドリオピテクス亜科 Dryopithecinae†[3]
    - アノイアピテクス Anoiapithecus†[4]
    - ドリオピテクス Dryopithecus†[4]
    - グレコピテクス Graecopithecus†
    - ルーフォンピテクス Lufengpithecus†
    - ヒスパノピテクス Hispanopithecus†
    - ピエロラピテクス Pierolapithecus†
    - ルダピテクス Rudapithecus†
    - オレオピテクス Oreopithecus†
    - ウーラノピテクス Ouranopithecus†[4]

  - オランウータン亜科 Ponginae[3]
    - アンカラピテクス Ankarapithecus†
    - ギガントピテクス Gigantopithecus†（更新世、中国/絶滅）
    - コラートピテクス Khoratpithecus†
    - シヴァピテクス Sivapithecus†[4]
    - オランウータン属 Pongo[7]
      - スマトラオランウータン Pongo abelii
      - ボルネオオランウータン Pongo pygmaeus
      - タパヌリオランウータン Pongo tapanuliensis

  - 地位不確実 incertae sedis[3]
    - チョローラピテクス Chororapithecus†
    - グリフォピテクス Griphopithecus†
    - ケニアピテクス Kenyapithecus†
    - ナカリピテクス Nakalipithecus†[4]
    - サンブルピテクス Samburupithecus†

  - ヒト亜科 Homininae
    - ゴリラ族 Gorillini[4]
      - ゴリラ属 Gorilla[7]
        - ニシゴリラ Gorilla gorilla
        - ヒガシゴリラ Gorilla beringei

    - ヒト族 Hominini
      - チンパンジー亜族 Panina（＝チンパンジー族 Panini[4]）
        - チンパンジー属 Pan[7]
          - チンパンジー Pan troglodytes
          - ボノボ Pan paniscus

      - ヒト亜族 Hominina
        - サヘラントロプス属 †
          - サヘラントロプス・チャデンシス Sahelanthropus tchadensis †

        - オロリン属 Orrorin †
          - オロリン・トゥゲネンシス †

        - アルディピテクス属 Ardipithecus †
        - ケニヤントロプス属 Kenyanthropus †
          - ケニアントロプス・プラティオプス Kenyanthropus platyops †

        - アウストラロピテクス属 Australopithecus †（華奢型）
          - アウストラロピテクス・アファレンシス A. afarensis †（"ルーシー"）
          - アウストラロピテクス・アフリカヌス A. africanus †
          - アウストラロピテクス・アナメンシス A. anamensis †
          - アウストラロピテクス・ガルヒ A. garhi †

        - パラントロプス属 Paranthropus †（頑丈型）
          - パラントロプス・ロブストゥス P. robustus †
          - パラントロプス・エチオピクス P. aethiopicus †
          - パラントロプス・ボイセイ P. boisei †

        - ヒト属 Homo
          - ホモ・ルドルフェンシス H. rudolfensis †
          - ホモ・ハビリス H. habilis †
          - ホモ・エルガステル H. ergaster †
          - ホモ・エレクトス H. erectus †
          - ホモ・アンテセッサー H. antecessor †
          - ホモ・ハイデルベルゲンシス H. heidelbergensis †
          - ホモ・ネアンデルターレンシス H. neanderthalensis †
          - ホモ・フローレシエンシス H. floresiensis †
          - ホモ・サピエンス H. sapiens
            - ホモ・サピエンス・イダルトゥ H. s. idaltu †
            - ホモ・サピエンス・サピエンス H. s. sapiens